# 全国商工会議所女性会連合会
全国商工会議所女性会連合会（ぜんこくしょうこうかいぎしょじょせいかいれんごうかい、英語: National Federation of Chambers of Commerce and Industry Businesswomen's Clubs）は、日本全国の商工会議所の女性会の連合組織である。
全国の商工会議所の中に女性経営者の集いの「婦人会」が出来たのは、戦後社会への女性進出が始まった1949年ごろであった。各地の婦人会が集まって1960年に高知にて、第1回婦人会協議大会を開催した。その4年後の1964年7月、大阪にて全国組織「全国商工会議所婦人会連合会」が結成された。
2000年11月8日の第32回総会横浜大会にて、名称が変更されて今の名称の「全国商工会議所女性会連合会」となる。全国各地の支部も女性会に名称が変更された。
2002年、創業期の経営革新・創意工夫に取り組む女性経営者を顕彰する「女性起業家大賞」を創設した。
2011年時点では、全国403女性会、会員約2万4千人を超える日本最大級の女性経営者団体に成長した。2022年時点では、417商工会議所女性会の加盟まで拡大している。内閣府男女共同参画局「共同参画」でもその行動は紹介されている。2023年10月は新潟で全国大会が開かれた。女性会の大会も第55回を数えた。